# تئودور شولتز
تئودور شولتز (به انگلیسی: Theodore Schultz)
(۳۰ آوریل ۱۹۰۲ – ۲۶ فوریه ۱۹۹۸) اقتصاددان کشاورزی آمریکایی بود که در سال ۱۹۷۹ به طور مشترک با ویلیام آرتور لویس موفق به دریافت جایزه نوبل در اقتصاد شد.

## زندگی
شولتز در آرلینگتون، داکوتای جنوبی متولد شد و در دانشگاه ایالتی داکوتای جنوبی مشغول به تحصیل شد و در سال ۱۹۲۷ فارغ التحصیل گشت او مدرک دکترای خود را از دانشگاه ویسکانسین-مدیسن در سال ۱۹۳۰ دریافت نمود.